# Kombissiri
Kombissiri è un dipartimento del Burkina Faso classificato come città, capoluogo della provincia di Bazèga, facente parte della Regione del Centro-Sud.
Il dipartimento si compone del capoluogo e di altri 57 villaggi: Badnogo, Bagadogo, Batinga, Bédogo-Nabiga, Bédogo-Silmissi, Bilbalogo, Bissiga, Bissiri, Boussougou, Fourgo, Goghin, Goncé, Goudri, Guirgo, Kalwiga, Kamsando, Kiendbingré, Kierma, Koakin, Koassa, Komtigré, Kond-Koikin, Konioudou, Konkossé, Konkuissé, Konlobwamdé, Koudiougou, Kougpèla, Kouigou, Koulpèlga, Koupel-Yargo, Lallé, Logdin, Manegsombo, Monomtenga, Nabmassa, Nangouma, Ouidin, Pissi, Poédogo, Sabraogo, Saré de Guirgo, Saré de Tuili, Soula, Tamtinga, Tandaga, Tansin, Tingandogo, Toanga, Toéghin, Toémiga, Tuili, Wemtinga, Wonrobogo, Yargo, Zingdéghin e Zinikoui.